# リトル・ダーリング
『リトル・ダーリング』（Little Darlings）は1980年のアメリカ映画。

## 概要
ティーンエイジのサマーキャンプで、2人の少女が「どちらが先に処女喪失できるか？」を賭ける！というロストヴァージンをめぐるSEX話だが、あくまでもソフトに、青春／友情を爽やかに描く。主演は、当時ヤングスターとして人気のあったテイタム・オニールと、当時、日本ではほぼ無名であったクリスティ・マクニコル。日本におけるクリマコことクリスティ・マクニコルの出世作でもある。劇場公開版では、劇中でジョン・レノンの「オー・マイ・ラヴ」が非常に印象的、効果的に使用されているが、権利関係からか、ビデオ発売時に差し替えられている。

## ストーリー
貧民街育ちの不良娘エンジェル・ブライトと大金持ち一家のお嬢様フェリス・ホイットニーが同じサマーキャンプに参加。バスに乗って即ケンカを始めるほど二人は相性が合わず、しかも宿泊先の部屋も同じになった。そんな中、同室のシンダーが処女を捨てたことを自慢した挙句二人を挑発し、彼女たちがそれに乗ったことから、彼女たちの処女捨て競争が始まった。

## キャスト
| 役名                   | 俳優                   | 日本語吹き替え（フジテレビ版） |
| ---------------------- | ---------------------- | ------------------------------ |
| フェリス・ホイットニー | テイタム・オニール     | 柏原芳恵                       |
| エンジェル・ブライト   | クリスティ・マクニコル | 冨永みーな                     |
| ゲイリー               | アーマンド・アサンテ   | 池田秀一                       |
| ランディ               | マット・ディロン       | 永久勲雄                       |
| ホイットニー氏         | ニコラス・コスター     | 阪脩                           |
| ブライト夫人           | マギー・ブライ         | 沢田敏子                       |
| シンダー               | クリスタ・エリクソン   |                                |
| ダナ                   | アレクサ・ケニン       |                                |
| サンシャイン           | シンシア・ニクソン     |                                |
| チャビー               | アビー・ブルーストーン |                                |

- フジテレビ版 - 初放送 1984年3月17日『ゴールデン洋画劇場』

その他日本語吹き替え声優：花咲きよみ／松岡洋子／潘恵子／佐々木るん／間嶋里美/横尾まり／高田由美／滝沢ロコ